# Talla
Talla település Olaszországban, Toszkána régióban, Arezzo megyében. Lakosainak száma 984 fő (2023. január 1.). Talla Capolona, Castel Focognano, Castiglion Fibocchi és Loro Ciuffenna községekkel határos.

## Népesség
A település lakossága az elmúlt években az alábbi módon változott:
| Lakosok száma | 1060 | 1026 | 984  |
|               | 2017 | 2018 | 2023 |